# Baronia de Ribelles
La Baronia de Ribelles fou una jurisdicció senyorial del Principat, centrada en el castell de Ribelles, al qual s'adossà l'església romànica de Santa Maria de Ribelles, de la població homònima de la Noguera, al comtat d'Urgell.

## Història

### Els Ribelles

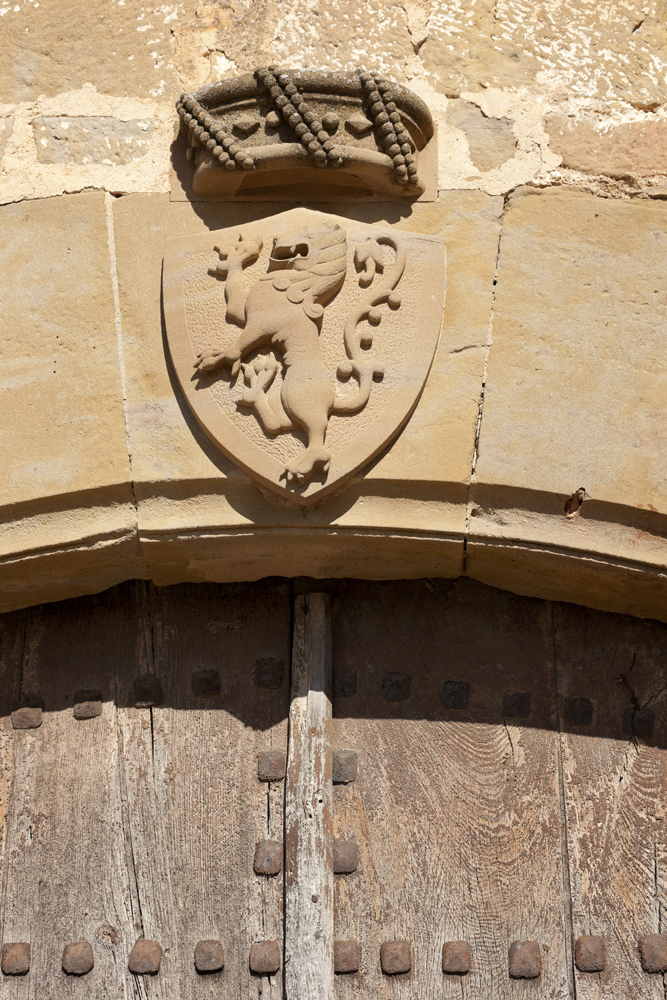
Escut dels Ribelles amb un lleó rampant esculpit en pedra

La família Ribelles aportà personatges molt importants al llarg de la història d'aquesta baronia. En són els primers personatges coneguts són els germans Gombau I de Ribelles i Ramon de Ribelles, vassalls (1072-1095) del comte de Cerdanya pels castells de Castellnou d'Oluja, la Manresana, Bufaganyes i Oluges. Fill o net d'un d'aquests dos possiblement fou el Ponç de Ribelles que com a magnat d'Ermengol VI d'Urgell assistí al Setge de Lleida (1149), on rebé propietats. Fill o germà seu fóra Gombau II de Ribelles, que intervingué també en la conquesta de Lleida, on fou testimoni de la seva carta de poblament (1150) i es troba en l'acta de la fundació (1166) del monestir de Santa Maria de Bellpuig (juntament amb el seu germà Ramon de Ribelles). Magnat d'Ermengol VII d'Urgell, en fou marmessor (1177). El 1157 signà la carta de poblament donada per Ermengol VII als habitants d'Abella i el 1163 la donada als de Menàrguens. El 1174, intervingué amb els seus fills Gombau III i Ramon de Ribellesen la carta de poblament atorgada pel mateix comte als habitants de Balaguer. Era senyor de Rufea, a l'horta de Lleida, i es casà amb Marquesa de Cabrera, senyora de Montsonís i les Ventoses. El 1190, un Ponç I de Ribelles era partidari dels Cabrera contra els comtes d'Urgell. Un Arnau de Ribelles fou testimoni (1174) en la carta de poblament de Castellblanc. Gombau III de Ribelles fou testimoni en la carta de franquícia donada per Ermengol VIII d'Urgell als habitants d'Agramunt (1198) i un any després ell l'atorgà als de Rufea.
El 1236, els germans Ramon i Gombau de Ribelles, fills d'un Ramon, ajudaren el comte Nunó Sanç I de Rosselló i Cerdanya contra el seu cosí l'infant Ferran. Gombau intervingué el mateix any en la convinença entre Jaume I de Catalunya-Aragó i Ponç I d'Urgell. Conseller i magnat d'aquest darrer fou Bernat Ramon de Ribelles, que (1238-1259) signà amb Ponç I una carta de franquícia als habitants d'Agramunt. El 1274, un Bernat de Ribelles era comanador hospitaler a Ulldecona.
Altres figures principals d'aquest llinatge foren Ponç de Ribelles, Bernat Ramon de Ribelles i Ramon de Ribelles, que fou castellà d'Amposta (1299-1301). El 1362, Ramon Ponç de Ribelles era senyor de les baronies de Ribelles, Montclar, Montsonís, Foradada i Artesa; el succeí el seu fill Antoni Ponç de Ribelles, sembla que amb aquest personatge començà la decadència d'aquest llinatge. En el fogatjament de 1381 comptava amb 4 focs i es trobava dins la vegueria de Cervera. L'any 1404, el senyoriu d'aquest castell el tenia el convent de Santa Clara; de Balaguer l'abadessa donà ordres al seu procurador Bernat, porter del comte d'Urgell, a Ponç Cesquelans, batlle de Ribelles, d'empresonar Pere de Miravall i altres, per haver incorregut en la pena de diferents mandats, bans i baralles.
El 1471, Joan de Ribelles actuava a Sardenya al costat del jutge d'Arborea Lleonard II d'Arborea en la seva lluita contra el rei Joan II de Catalunya-Aragó. D'aquest llinatge foren Margarida de Ribelles (morta després del 1458), muller de Guillem Ramon III de Montcada i de Luna, baró d'Aitona, Beatriu de Ribelles (morta vers el 1416), filla de Berenguer de Ribelles i de Sança i germana d'un altre Berenguer de Ribelles, que sembla ésser l'hereva del llinatge i que es casà amb Hug Ademar de Santa Pau i de Saportella, baró de Santa Pau. A una línia, segurament establerta al regne de València, pertanyien Violant de Ribelles, primera muller de Joan de Pròixida i de Centelles, baró de Llutxent, i Elvira de Ribelles, primera senyora de la baronia d'Alcàntera.

### Els Ponts, els Tamarit i altres
El 1418, Antoni Ponç de Ribelles vengué la baronia de Ribelles al seu cosí Gispert de Ponts, senyor de Tàrrega i casat amb Beatriu de Perves.
El segle xvi, dos germans, segons fills de Joan I de Ponts i Oluja (c. 1440 -), senyor del castell i de la baronia de Ribelles i de diverses terres, casat per primera vegada el 19 de gener de 1487 amb Angela Joana Batlle (- provat el 11 de setembre de 1499), i de la seva segona dona i cosina Isabel de Oluja i Torroja, germana del cavaller Jaume de Oluja i Torroja, van anar a l'aventura des del seu castell patern i van deixar el castell el 1541 per a recórrer món com a cavallers errants. Un d'ells, Jordi Joan de Ponts, es va establir a Viseu, al Regne de Portugal, sota el nom fals de João Catalão, i on va canviar el seu nom per Jorge João Ponces, es va casar a Viseu el 22 de novembre de 1569 amb Maria Fernandes i va tenir descendència, legítima i il·legítima, extingit en la virilitat, i des d'on després va donar notícies documentades a la seva família. Des de Viseu va enviar, cap a l'any 1570 i de la mà del canonge Francisco do Amaral, que viatjava a Roma, cartes als seus familiars de Barcelona per a la seva identificació, cartes que s'esmenten en un curiós instrument de justificació de la seva noblesa, el procés del qual va començar a Barcelona el 1584. Aquest instrument va ser portat a Portugal per João Martins, gendre de Jorge João Ponces, i se'n va extreure un certificat que es troba arxivat al Consell Municipal de Nelas, antic municipi del comtat de Senhorim. Feien servir com a armes: en un camp d'or, quatre bastons porpra, amb una vora vermella carregades amb vuit escuts d'or, interceptats cadascun per una franja blava.
El segle xvii, Ribellas es trobava dins la vegueria d'Agramunt. Josep Joan de Ponts Desvilaró es va casar amb Oròsia de Fuster en primeres núpcies i, amb Francesca d'Àger en segones núpcies el 1646. L'any 1658, al no haver descendents que complissin les condicions imposades pel fideïcomís, la baronia passà al monestir de Ripoll, a través del seu monjo fra Lluís de Ponts i d'Esquerrer. L'any 1661, el monestir es trobava amb dificultats econòmiques i cedí aquesta baronia a Pere de Ponts i de Guimerà, nebot de fra Lluís. El 1671, Josep de Ponts, baró de Montclar, que tenia poders concedits pel seu germà Pere, vengué la baronia a Josep de Montserrat i Vives, marquès de Tamarit; sembla, però, que Maria Teresa de Ponts i de Ros, muller del marquès de Rebé, la pledejà i guanyà per sentència del 1702. Tot i això, retornà als marquesos de Tamarit, que la vengueren als Duran, i aquests, el 1871, a Josep de Bofarull i Rafart, que el 1872 aconseguí del rei Amadeu I el reconeixement com a títol del regne, després d'haver interposat un expedient ad perpetuam rei memoriam en el qual pretenia ser descendent de Gispert de Ponts.
El 1878 fou succeït pel seu fill Josep Maria de Bofarull i Olzinelles, casat amb Pilar Vilaregut i Pallarès, morta el 1960. El succeí en el títol el seu fill, Josep Maria de Bofarull i Vilaregut, que morí sense descendència el 1966. Aleshores, la baronia passà als Llabrés, residents a Mallorca.

### La llegenda dels Nou barons de la fama
Segons alguna de les versions del segle xv de la llegenda dels Nou Barons de la Fama, Guerau de Ribelles fou un dels acompanyants d'Otger Cataló.